# Matičane
Matiçan en albanais et Matičane en serbe latin (en serbe cyrillique : Матичане) est une localité du Kosovo située dans la commune/municipalité de Pristina, district de Pristina (Kosovo) ou district de Kosovo (Serbie). Selon le recensement kosovar de 2011, elle compte 13 876 habitants.
La localité fait partie de la zone urbaine de Pristina.

## Démographie

### Évolution historique de la population dans la localité
| 1948 | 1953 | 1961 | 1971 | 1981  | 1991  | 2011   |
| ---- | ---- | ---- | ---- | ----- | ----- | ------ |
| 284  | 302  | 352  | 612  | 1 151 | 1 330 | 13 876 |

|  |

### Répartition de la population par nationalités (2011)
En 2011, les Albanais représentaient 99,32 % de la population.